# Antoine Robidoux
Pour les articles homonymes, voir Robidoux.
Antoine Robidoux, né le 24 septembre 1794 à Saint-Louis en Louisiane (Nouvelle-Espagne) et mort le 29 août 1860 dans la ville de Saint Joseph dans l'État du Missouri (États-Unis), est un pionnier, trappeur, négociant en fourrure et interprète, fondateur du fort Robidoux.

## Biographie

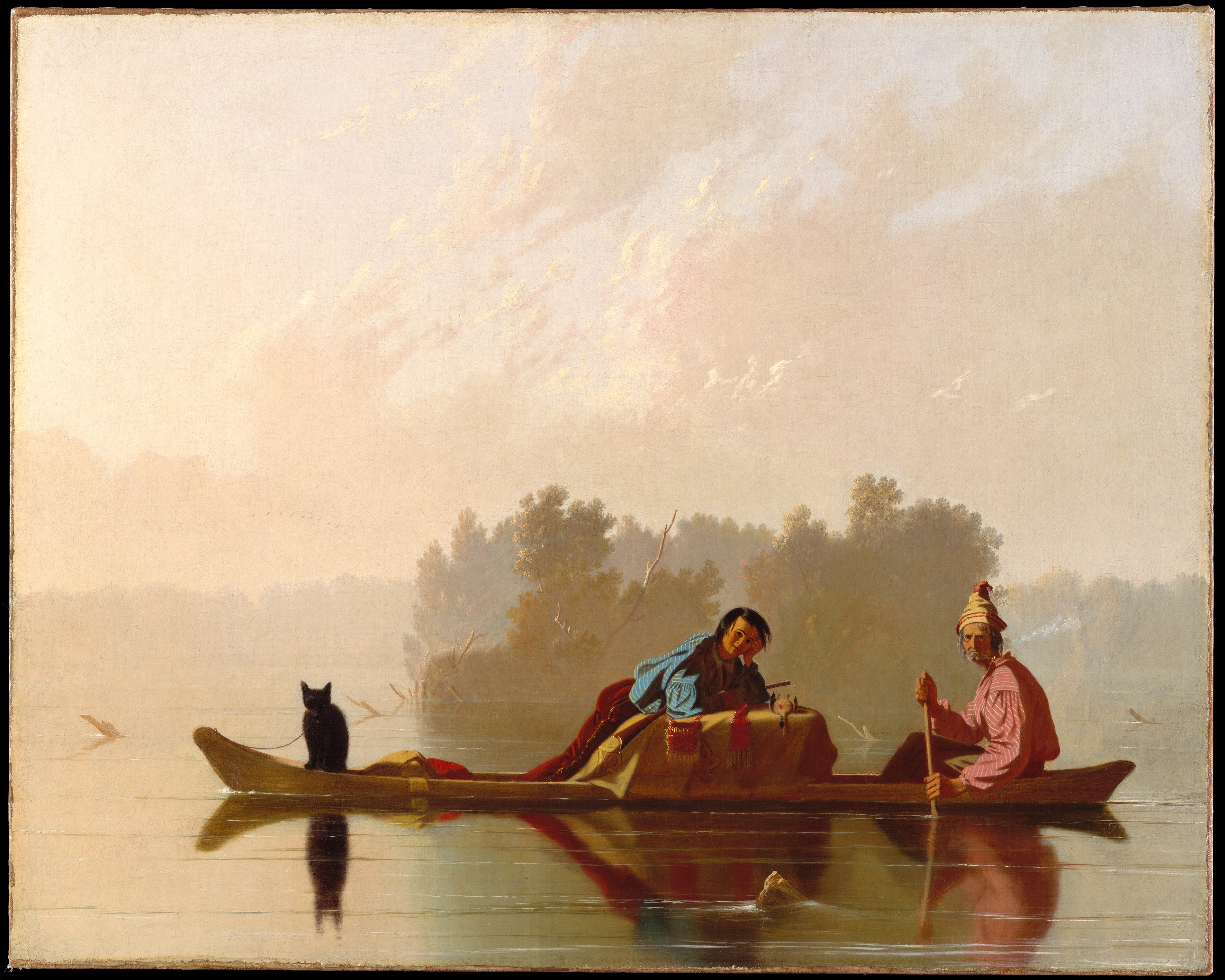
Trappeurs navigant sur le Missouri.

Antoine Robidoux est le fils de Joseph Robidoux père (12 février 1750–16 mars 1809) et de Catherine Marie Rollet (1767-1798).  
Il avait 7 frères et sœurs : 
- Joseph (1783-1868), explorateur, trappeur, négociant et fondateur de la ville qui porte son nom Saint Joseph dans le Missouri.
- François (1788-1856), explorateur de la Californie
- Pierre Isidore (1791-1852)
- Louis (1796-1868), fondateur de Rubidoux et de Riverside dans la French Valley en Californie
- Michel (1798-1858)
- Eulalie (1800-1818)
- Marie Pélagie (1800-1872).

Avec ses cinq frères (Joseph, François, Pierre Isidore, Louis et Michel), ils développèrent leur entreprise familiale de commerce de fourrure le long du fleuve Mississippi et de la rivière Missouri.
Dans les années 1820, son frère Joseph, qui a pris les rênes de l'entreprise à la mort de leur père, l'envoie prospecter dans les montagnes Rocheuses en direction de la Nouvelle-Espagne afin d'établir des contacts commerciaux avec les Amérindiens vivant dans ces territoires de l'Ouest américain et les Espagnols. Il croise sur sa route, le trappeur canadien-français Étienne Provost bien implanté localement dans la traite de la fourrure. Peu après, il poursuit sa route vers le territoire de la Nouvelle-Espagne et s'installe à Santa Fe où il installe une branche de l'entreprise. Il cultive de bonnes relations tant avec les Mexicains qu'avec les peuples autochtones Utes, Apaches et Comanches.
Il y épouse, sous le régime simple du mariage en common law « mariage de droit commun », Carmel Benevides (1812–1888), la fille d'un capitaine de l'armée espagnole, tué par les Comanches lors d'une bataille, et qui fut adoptée par le gouverneur provincial de la colonie espagnole.
En 1829, Antoine et son frère Louis Robidoux, deviennent officiellement citoyens mexicains. Cette nouvelle citoyenneté leur facilite leur travail de prospection et de négociation dans le commerce de la fourrure sous couvert des autorités espagnoles. Les deux frères construisent un poste de traite fortifié dans le Colorado, le fort Uncompahgre près de la ville actuel de Delta. 
En 1832, Antoine établit un nouveau poste de traite fortifié dans l'Utah, le fort Robidoux. Le fort Robidoux fut d'abord un poste de traite édifié en 1832, près de l'actuelle ville de Whiterocks, par des trappeurs canadiens français et franco-louisianais venus de la ville de Saint-Louis. Parmi eux, Guillaume Roseau, alias "Toopeechee" Reed, Jim Reed, Denis Julien et Auguste Archambeaux. Le lieu de "La Roche Blanche" le long du cours d'eau fut choisi car il se situait sur l'ancienne piste espagnole, dénommée Old Spanish Trail ou Viejo Sendero Español. Peu de temps après, le trappeur et négociant Antoine Robidoux racheta leur poste de traite, puis déplaça ce poste de traite de quelques lieues et le fortifia en fortin, les années suivantes, pour le transformer en fort Robidoux.
La traite de la fourrure était très développée entre les coureurs des bois, trappeurs et explorateurs d'une part et les tribus amérindiennes, ici celle de la Nation Utes. La même année, Kit Carson établit un poste de traite portant son patronyme dans la même région que celui de Robidoux. Si celui de Kit Carson ne perdura pas dans le temps, Antoine Robidoux fortifia son poste en fortin, les années suivantes.
Antoine élargit son commerce avantageusement avec les Amérindiens, non seulement il commerça la peau, mais également l'alcool et les armes. Tout cela prit fin avec la cession mexicaine, mettant un terme à la guerre américano-mexicaine et la création du Territoire de l'Utah. Le commerce d'Antoine Robidoux était fortement concurrencé par celui de la compagnie de la Baie d'Hudson et le commerce des peaux commençait à décliner. Les relations entre les Amérindiens et Antoine Robidoux se dégradèrent. Au début des années 1840, Antoine Robidoux partit s'installer à Santa Fe pour continuer son négoce, puis à Taos. 
Mais ses affaires périclitent. Les Autochtones réagissent aux exactions des trappeurs et se rebellent contre les occupants. En 1844, après les attaques de ses 2 forts (fort Uncompahgre et fort Robidoux) par les Amérindiens, et leurs destructions par incendie, Antoine abandonne le commerce de la fourrure et revient finir la fin de sa vie à Saint Joseph, ville fondée par son frère Joseph, dans l'État du Missouri. Il collabore avec l'armée des États-Unis sous le commandement du général Kearney comme interprète grâce à ses connaissances des langues française, anglaise et espagnole. Grièvement blessé à la bataille de San Pasqual, Antoine retourne vivre à Saint-Joseph où il meurt le 29 août 1860.